# مرجع‌شناسی
مرجع‌شناسی شامل شناخت منابع مرجع، بخش مرجع، کتابدار مرجع، کار مرجع و نهایتاً فرایند مرجع است. منابع مرجع منابعی هستند که برای پاسخگویی به سؤالات لحظه‌ای تهیه شده‌اند و هیچگاه خواننده از ابتدا تا انتهای آن را نمی‌خواند بلکه در پی پرسشی که برایش پیش آمده به منابع مرجع مراجعه می‌کند. این منابع به دلیل استفاده همگانی و همیشگی معمولاً امانت داده نمی‌شوندو در بخش مرجع نگهداری می‌شوند.
بخش مرجع در دسترس‌ترین بخش هر کتابخانه است به جهت اینکه پاسخگوی اولین پرسش‌های مراجعان باشد و هر گونه نیاز اطلاعاتی آنان را رفع سازد. از آنجا که این بخش در ارتباط مستقیم با مراجعه‌کننده است به عنوان قلب کتابخانه شناخته می‌شود و می‌تواند بر دیگر بخش‌ها تأثیرگذار باشد.
کتابدار مرجع فردی است با روابط عمومی قوی، اخلاق خوش و باحوصله جهت پاسخگویی به هر نوع سؤالی که از جانب مراجعان مطرح می‌شود. وظیفه وی این است که با مهارت و تجربه و شناخت کامل منابع مرجع بتواند در مناسب‌ترین زمان، بهترین اطلاعات را برای پاسخگویی به سؤال مراجعان بدست آورد.
کار مرجع همان پاسخگویی به سؤال مراجعان است که در این زمینه توجه به سه نکته ضروری است:اول وقت مناسب، دوم مراجعه‌کننده مناسب و سوم اطلاعات مناسب است.
به مجموعهٔ کارها و فعالیت‌هایی که شامل چهار عنصر مراجعه‌کننده، سؤال مرجع، کتابدار مرجع، و منبع مرجع است و در بخش مرجع صورت می‌گیرد فرایند مرجع می‌گویند.